# Grevskabet Provence
Grevskabet Provence er et tidligere len i området omkring Rhoneflodens delta.

## Historisk udvikling af grevskabet
- Grevskabet Provence i Kongeriget Burgund (1030), lige før dets indlemmelse i Det tysk-romerske Rige
- Grevskabet Provence i Det tysk-romerske Rige i 1180
- Grevskabet Provence i Kongeriget Burgund (Det tysk-romerske Rige) i 1184
- Grevskabet Provence i Kongeriget Burgund (Det tysk-romerske Rige) i 1246
- Grevskabet Provence i 1477, lige før dets indlemmeles som kongelig besiddelse